# Кенни, Кейси
Кейси Джеймс Кенни (англ. Casey James Kenney, род. 20 марта 1991 года, Портленд, штат Индиана, США) — американский боец смешанных боевых искусств, выступающий под эгидой UFC в легчайшей весовой категории. Бывший чемпион TPF и LFA в наилегчайшем и легчайшем весе.

## Биография
Кейси родился в 1991 году у Брайана Кенни и Роксанны Мосье в Портленде, штат Индиана. Он начал заниматься дзюдо в возрасте пяти лет, в итоге стал пятикратным чемпионом страны и имеет чёрный пояс в этом виде спорта. Помимо дзюдо, он начал заниматься борьбой в начальной школе. В борьбе Кенни также преуспел, победив в нескольких чемпионатах штата как по вольной, так и по греко-римской борьбе.
Кенни учился в средней школе округа Джей в Индиане. После школы он принял первый любительский бой в смешанных единоборствах без подготовки. Он начал учиться в университете Индианаполиса, но бросил после второго курса, чтобы продолжить карьеру в смешанных единоборствах. Для этого он переехал в Тусон (Аризона) и начал тренироваться в MMA Lab, Кейси стал профессионалом в конце 2014 года.

## Смешанные единоборства

### Начало карьеры
Кенни провел большинство своих ранних профессиональных боев в Tachi Palace Fights и Dragon House в Калифорнии и Аризоне. После первых шести побед и завоевания титула Tachi Palace Fights в наилегчайшем весе, Кенни пригласили на претендентскую серию Дэйны Уайта. 18 июля 2017 на второй неделе шоу, Кенни одержал победу единогласным решением над Си Джеем Хэмилтоном. На 8-й неделе шоу он потерпел поражение от Адама Антолина раздельным решением судей. Кенни продолжал сражаться под эгидой Legacy Fighting Alliance в течение следующих четырех боев и стал чемпионом LFA в наилегчайшем и легчайшем весе до подписания контракта с UFC.

### Ultimate Fighting Championship
30 марта 2019 на UFC on ESPN 2 Кенни дебютировал в UFC против Рея Борга, выйдя при этом на шестидневном уведомлении вместо Кайлера Филлипса. Борг не сделал вес и отдал 20 % своего гонорара. Кенни одержал победу единогласным решением судей.
17 августа 2019 года на турнире UFC 241 Кейси встретился с Мэнни Бермудесом. UFC решила перенести бой в промежуточный вес до 63,5 кг из-за того, что бойцы сильно снизили вес в ночь перед взвешиванием. Кенни одержал победу единогласным решением судей.
Первое поражение в UFC Кенни потерпел единогласным решением судей от Мераба Двалишвили на UFC Fight Night 167. Уже через 3 месяца уверенно закрыл поражение победой над Луисом Смолкой.
Кенни должен был встретиться с Хейли Алатенгом 27 сентября 2020 года на турнире UFC 253. Однако по неизвестным причинам бой был перенесен на UFC на ESPN: Holm vs. Aldana. Кенни одержал победу единогласным решением судей.
Кенни встретился с Натаниэлем Вудом на UFC 254. Одержал победу единогласным решением судей.

## Титулы и достижения

### Смешанные единоборства
- Tachi Palace Fights
  - Чемпион TPF в наилегчайшем весе.
- Legacy Fighting Alliance
  - Чемпион LFA в наилегчайшем весе.
  - Чемпион LFA в легчайшем весе.

## Статистика в смешанных единоборствах
| Боёв 21  | Побед 16 | Поражений 4 |
| -------- | -------- | ----------- |
| Нокаутом | 2        | 0           |
| Сдачей   | 5        | 0           |
| Решением | 9        | 4           |
| Ничьи    | 1        | 1           |

| Результат | Рекорд | Соперник         | Способ                                  | Турнир                                     | Дата            | Раунд | Время | Место                          | Примечание                                                 |
| --------- | ------ | ---------------- | --------------------------------------- | ------------------------------------------ | --------------- | ----- | ----- | ------------------------------ | ---------------------------------------------------------- |
| Поражение | 16-4-1 | Сун Ядун         | Раздельное решение                      | UFC 265                                    | 7 августа 2021  | 3     | 5:00  | Хьюстон, Техас, США            |                                                            |
| Поражение | 16-3-1 | Доминик Крус     | Раздельное решение                      | UFC 259                                    | 6 марта 2021    | 3     | 5:00  | Лас-Вегас, Невада, США         |                                                            |
| Победа    | 16-2-1 | Натаниэль Вуд    | Единогласное решение                    | UFC 254                                    | 24 октября 2020 | 3     | 5:00  | Абу-Даби, ОАЭ                  |                                                            |
| Победа    | 15-2-1 | Хейли Алатенг    | Единогласное решение                    | UFC on ESPN: Holm vs. Aldana               | 4 октября 2020  | 3     | 5:00  | Абу-Даби, ОАЭ                  |                                                            |
| Победа    | 14-2-1 | Луис Смолка      | Удушающий приём (гильотина)             | UFC on ESPN: Woodley vs. Burns             | 30 мая 2020     | 1     | 3:03  | Лас-Вегас, Невада, США         |                                                            |
| Поражение | 13-2-1 | Мераб Двалишвили | Единогласное решение                    | UFC Fight Night: Anderson vs. Błachowicz 2 | 15 февраля 2020 | 3     | 5:00  | Рио-Ранчо, Нью-Мексико, США    |                                                            |
| Победа    | 13-1-1 | Мэнни Бермудес   | Единогласное решение                    | UFC 241                                    | 17 августа 2019 | 3     | 5:00  | Анахайм, Калифорния, США       | Бой в промежуточном весе (до 63,5 кг).                     |
| Победа    | 12-1-1 | Рей Борг         | Единогласное решение                    | UFC on ESPN: Barboza vs. Gaethje           | 30 марта 2019   | 3     | 5:00  | Филадельфия, Пенсильвания, США | Бой в промежуточном весе (до 62,5 кг), Борг не сделал вес. |
| Победа    | 11-1-1 | Винс Качеро      | Нокаут (удар коленом)                   | LFA 62                                     | 22 марта 2019   | 1     | 1:38  | Даллас, Техас, США             | Завоевал титул чемпиона LFA в легчайшем весе.              |
| Победа    | 10-1-1 | Брэндон Ройвэл   | Единогласное решение                    | LFA 53                                     | 9 ноября 2018   | 3     | 5:00  | Финикс, Аризона, США           | Завоевал титул чемпиона LFA в наилегчайшем весе.           |
| Победа    | 9-1-1  | Роман Саласар    | Единогласное решение                    | LFA 44                                     | 15 июня 2018    | 3     | 5:00  | Финикс, Аризона, США           | Дебют в легчайшем весе.                                    |
| Победа    | 8-1-1  | Кендрик Латчман  | Единогласное решение                    | LFA 31                                     | 19 января 2018  | 3     | 5:00  | Финикс, Аризона, США           | Бой в промежуточном весе (до 59 кг).                       |
| Поражение | 7-1-1  | Адам Антолин     | Раздельное решение                      | Dana White’s Contender Series 8            | 29 августа 2017 | 3     | 5:00  | Лас-Вегас, Невада, США         |                                                            |
| Победа    | 7-0-1  | Си Джей Хэмилтон | Единогласное решение                    | Dana White’s Contender Series 2            | 18 июля 2017    | 3     | 5:00  | Лас-Вегас, Невада, США         |                                                            |
| Ничья     | 6-0-1  | Бруну Силва      | Раздельное решение                      | LFA 11                                     | 5 мая 2017      | 3     | 5:00  | Финикс, Аризона, США           |                                                            |
| Победа    | 6-0    | Элвин Кэкдак     | Удушающий приём (сзади)                 | TPF 30                                     | 2 февраля 2017  | 1     | 4:09  | Лемор, Калифорния, США         | Завоевал вакантный титул чемпиона TPF в наилегчайшем весе. |
| Победа    | 5-0    | Рафаэль Эрнандес | Удушающий приём (брабо)                 | TPF 27                                     | 19 мая 2016     | 1     | 3:44  | Лемор, Калифорния, США         | Бой в промежуточном весе (до 57,6 кг).                     |
| Победа    | 4-0    | Энтони Торрес    | Болевой приём (рычаг локтя)             | TPF 26                                     | 18 февраля 2016 | 1     | 1:48  | Лемор, Калифорния, США         |                                                            |
| Победа    | 3-0    | Виктор Росас     | Технический нокаут (остановка доктором) | TPF 25                                     | 19 ноября 2015  | 3     | 4:31  | Лемор, Калифорния, США         |                                                            |
| Победа    | 2-0    | Пол Амаро        | Единогласное решение                    | Dragon House 20                            | 6 июня 2015     | 3     | 5:00  | Сан-Франциско, Калифорния, США | Бой в промежуточном весе (до 59 кг).                       |
| Победа    | 1-0    | Элайджа Мухаммад | Удушающий приём (сзади)                 | Duel for Domination 10                     | 20 декабря 2014 | 2     | 2:26  | Меса, Аризона, США             |                                                            |